# Septembre 1805

## Événements
- 3 septembre : alliance du grand-duché de Bade et de la France[1].

- 10 septembre : le roi de Naples, réfugié en Sicile, adhère à la coalition contre la France[2].

- 23 septembre : renouvellement de l’alliance russo-turque[3].>

- 25 septembre : les troupes françaises sont alignées sur le Rhin[4], les coalisés se déploient ; Les Autrichiens se concentrent en Italie, dans le Tyrol et sur le Danube pour bloquer l’accès à Vienne. Britanniques, Suédois, Russes se réunissent en Allemagne du Nord pour marcher sur le Hanovre. Les Russes envoient deux armées pour renforcer l’armée autrichienne.